# Премия «Давид ди Донателло» за лучшую мужскую роль второго плана
Премия «Давид ди Донателло» за лучшую мужскую роль второго плана (итал. David di Donatello for Best Supporting Actor) — один из призов национальной итальянской кинопремии «Давид ди Донателло».

## Победители

### 1980-е
- 1981
  -  Шарль Ванель — Три брата
  -  Бруно Ганц — Подлинная история дамы с камелиями
  - Нестор Гаре — Гостиничный номер

- 1982
  - Анджело Инфанти — Тальк
  - Алессандро Абер — Душистый горох
  - Паоло Стоппа — Маркиз дель Грилло

- 1983
  - Лелло Арена — Простите за опоздание
  - Тино Скиринци — Шопен
  - Паоло Стоппа — Мои друзья, часть 2

- 1984
  - Карло Джуффре — Я доволен
  - Альдо Джуффре — Меня послал Пиконе
  - Стефано Сатта Флорес — Сто дней в Палермо

- 1985
  - Рикки Тоньяцци — Аврора
  - Руджеро Раймонди — Кармен
  - Паоло Боначелли — Нам остаётся только плакать

- 1986
  -  Бернар Блие — Надеемся, что будет девочка
  - Ферруччо Де Череза — Месса окончена
  - Филипп Нуаре — Надеемся, что будет девочка
  - Франко Фабрици — Джинджер и Фред

- 1987
  - Лео Гуллотта — Каморрист
  -  Хустино Диас — Отелло
  - Джиджи Редер — Супер Фантоцци
  - Маттиа Сбраджа — Дело Моро

- 1988
  -  Питер О’Тул — Последний император
  - Габриэле Ферцетти — Джулия и Джулия
  - Галеаццо Бенти — Я и моя сестра

- 1989
  - Массимо Даппорто — Миньон уехала
  - Карло Кроччоло — ’o Re
  - Паоло Панелли — Сплендор

- 1990
  - Серджо Кастеллитто — Три колонки в хронике
  - Эннио Фантастикини — Открытые двери
  - Алессандро Абер — Willy Signori e vengo da lontano
  - Витторио Каприоли — Странная болезнь
  - Роберто Читран — Piccoli equivoci

### 1990-е
- 1991
  - Чиччо Инграссия — Condominio
  - Энцо Каннавале — Дом улыбок
  - Джузеппе Чедерна — Средиземное море
  - Серджо Кастеллитто — Ночь с Алисой
  - Рикки Мемфис — Ультра

- 1992
  - Анджело Орландо — Мне казалось, что это любовь
  - Джанкарло Деттори — Будь проклят день, когда я тебя повстречал
  - Джорджо Габер — Россини

- 1993
  - Клаудио Амендола — Un’altra vita
  - Ренато Карпентьери — Флореаль – пора цветения
  - Лео Гуллотта — Охрана

- 1994
  - Алессандро Абер — Ради любви, только ради любви
  - Джанкарло Джаннини — Джованни Фальконе
  - Леопольдо Триесте — Мальчик-судья Розарио Леватино

- 1995
  - Джанкарло Джаннини — Как два крокодила
  - Роберто Читран — Бык
  - Филипп Нуаре — Почтальон

- 1996
  - Леопольдо Триесте — Фабрика звёзд
  - Рауль Бова — Палермо-Милан: Билет в одну сторону
  - Алессандро Абер — I laureati

- 1997
  - Лео Гуллотта — Ягдташ
  - Диего Абатантуоно — Нирвана
  - Антонио Альбанезе — Весна на велосипеде
  - Клаудио Амендола — Свидетель
  - Массимо Чеккерини — Ураган

- 1998
  - Сильвио Орландо — Апрель
  - Серджо Бини Бустрик — Жизнь прекрасна
  - Массимо Чеккерини — Фейерверк

- 1999
  - Фабрицио Бентивольо — Потерянная любовь
  - Марио Скачча — Фердинанд и Каролина
  - Эмилио Сольфрицци — Браки

- 2000
  - Джузеппе Баттистон — Хлеб и тюльпаны
  - Лео Гуллотта — Хороший человек
  - Эмилио Сольфрицци — Завтра сделано вчера

### 2000-е
- 2001
  - Тони Сперандео — Сто шагов
  - Сильвио Орландо — Комната сына
  - Клаудио Сантамария — Последний поцелуй

- 2002
  - Либеро Де Риенцо — Санта Марадона
  - Лео Гуллотта — Вайонт – безумие людей
  - Сильвио Орландо — Свет моих очей

- 2003
  - Эрнесто Махье — Таксидермист
  - Антонио Катания — Чужая ошибка
  - Пьерфранческо Фавино — Битва за Эль-Аламейн
  - Джанкарло Джаннини — Сердце не с тобой
  - Ким Росси Стюарт — Пиноккио

- 2004
  - Роберто Херлицка — Здравствуй, ночь
  - Диего Абатантуоно — Я не боюсь
  - Элио Джермано — Что с нами будет?
  - Фабрицио Джифуни — Лучшие из молодых
  - Эмилио Сольфрицци — Агата и Шторм

- 2005
  - Карло Вердоне — Manuale d'amore
  - Джони Дорелли — Ma quando arrivano le ragazze?
  - Сильвио Муччино — Manuale d'amore
  - Раффаэле Пизу — Le conseguenze dell'amore
  - Фабио Трояно — Dopo mezzanotte

- 2006
  - Пьерфранческо Фавино — Криминальный роман
  - Джорджо Фалетти — Ночь накануне экзаменов
  - Нери Маркоре — Вторая брачная ночь
  - Нанни Моретти — Кайман
  - Серджо Рубини — Земля

- 2007
  - Джорджо Коланджели — Солёный воздух
  - Валерио Мастандреа — Я и Наполеон
  - Нинетто Даволи — Одно из двух
  - Эннио Фантастикини — Сатурн в противофазе
  - Риккардо Скамарчо — Мой брат – единственный ребенок в семье

- 2008
  - Алессандро Гассман — Тихий хаос
  - Джузеппе Баттистон — Дни и облака
  - Фабрицио Джифуни — Девушка у озера
  - Ахмед Хафине — Держать дистанцию
  - Умберто Орсини — Кто рано встает, того удача ждёт

- 2009
  - Джузеппе Баттистон — Не думай об этом
  - Клаудио Бизио — Экс
  - Карло Буччироссо — Изумительный
  - Лука Лионелло — Парень с обложки
  - Филиппо Нигро — Не такой, как... кто?

- 2010
  - Эннио Фантастикини — Холостые выстрелы
  - Ряд актёров — Баария
  - Пьерфранческо Фавино — Поцелуй меня ещё раз
  - Марко Джаллини — Роковая Лара
  - Марко Мессери — Первое прекрасное

### 2010-е
- 2011
  - Джузеппе Баттистон — Страсть
  - Рауль Бова — Наша жизнь
  - Алессандро Сиани — Добро пожаловать на юг
  - Рокко Папалео — Секс – за деньги, любовь – бесплатно
  - Франческо Ди Лева — Тихая жизнь

- 2012
  - Пьерфранческо Фавино — Роман о бойне
  - Марко Джаллини — Все копы – ублюдки
  - Ренато Скарпа — У нас есть Папа!
  - Джузеппе Баттистон — Ли и поэт
  - Фабрицио Джифуни — Роман о бойне

- 2013
  - Валерио Мастандреа — Да здравствует свобода
  - Джузеппе Баттистон — Командир и аист
  - Марко Джаллини — Здравствуй, папа
  - Стефано Аккорси — Я путешествую одна
  - Клаудио Сантамария — Диас: Не вытирайте эту кровь

- 2014
  - Фабрицио Джифуни — Цена человека
  - Валерио Апреа — Захочу и соскочу
  - Джузеппе Баттистон — Не в стульях счастье
  - Либеро Де Риенцо — Захочу и соскочу
  - Стефано Фрези — Захочу и соскочу
  - Карло Вердоне — Великая красота

- 2015
  - Карло Буччироссо — Джулия и мы
  - Луиджи Ло Кашо — Итальянское имя
  - Фабрицио Бентивольо — Невидимый мальчик
  - Нанни Моретти — Моя мама
  - Клаудио Амендола — Джулия и мы

- 2016
  - Лука Маринелли — Меня зовут Джиг Робот
  - Валерио Бинаско — Аляска
  - Фабрицио Бентивольо — И последние не станут первыми
  - Джузеппе Баттистон — La felicità è un sistema complesso
  - Алессандро Борги — Субура

- 2017
  - Валерио Мастандреа — Цветок
  - Массимилиано Росси — Неделимые
  - Эннио Фантастикини — Ткань сновидений
  - Пьерфранческо Фавино — Признание
  - Роберто Де Франческо — Последние вещи

- 2018
  - Джулиано Монтальдо — Всё, что пожелаете
  - Пеппе Барра — Неаполь под пеленой
  - Алессандро Борги — Везучая
  - Карло Буччироссо — Любовь и пуля
  - Элио Джермано — Нежность

- 2019
  - Эдоардо Пеше — Догмэн
  - Массимо Гини — Лучше дома места нет
  - Валерио Мастандреа — Эйфория
  - Эннио Фантастикини — Fabrizio De André - Principe libero
  - Фабрицио Бентивольо — Лоро

### 2020-е
- 2020
  - Луиджи Ло Кашо — Предатель // Il traditore
  - Карло Буччироссо — Счастливое число 5
  - Стефано Аккорси — Il campione
  - Фабрицио Ферракане — Предатель
  - Роберто Бениньи — Пиноккио
- 2021
  - Фабрицио Бентивольо — Невероятная история Острова роз // L'incredibile storia dell'Isola delle Rose
  - Габриэль Монтези — Плохие сказки // Favolacce
  - Лино Музелла — Плохие сказки // Favolacce
  - Джузеппе Чедерна — Хаммамет // Hammamet 
  - Сильвио Орландо — Порочные связи // Lacci
- 2022
  - Эдуардо Скарпетта — Король смеха // Qui rido io
  - Фабрицио Ферракане — Ариаферма // Ariaferma
  - Валерио Мастандреа — Дьяволик // Diabolik
  - Тони Сервилло — Рука Бога // È stata la mano di Dio
  - Пьетро Кастеллитто — Отчаянные мстители // Freaks Out
- 2023
  - Франческо Ди Лева — Ностальгия // Nostalgia
  - Фаусто Руссо Алези — Ночь на улице // Esterno notte
  - Тони Сервилло — Ночь на улице // Esterno notte
  - Элио Джермано — Повелитель муравьёв // Il signore delle formiche
  - Филиппо Тими — Восемь гор // Le otto montagne

## Актёры, получившие более одной награды
| Кол-во побед | Актёр                | Годы             |
| ------------ | -------------------- | ---------------- |
| 3            | Джузеппе Баттистон   | 2000, 2009, 2011 |
| 3            | Лео Гуллотта         | 1987, 1997, 2000 |
| 2            | Фабрицио Бентивольо  | 1999, 2021       |
| 2            | Пьерфранческо Фавино | 2006, 2012       |
| 2            | Валерио Мастандреа   | 2013, 2017       |